# Agnes Nyrup-Christensen
Agnes Nyrup-Christensen, född 7 augusti 1876 i Köpenhamn, död 21 januari 1933, var en dansk balettdansare och skådespelare.
Agnes Nyrop-Christensen var dansös vid Det Kongelige Teater men lämnade tidigt baletten. Hon gifte sig som ung och reste med maken till USA. Efter parets skilsmässa återvände hon till Danmark och gifte sig år 1909 med skådespelaren Arnold Carl Johan Christensen.
Hon gifte sig en tredje gång med en danslärare och drev vid sin död en stor dansskola på Frederiksberg.

## Filmografi (urval)
- 1910 – Massösens offer
- 1911 – Spionen
- 1911 – Anförtrodda medel
- 1912 – Komtessan Charlotte
- 1912 – Helvetesmaskinen eller Den Röda hanen
- 1912 – Guldgossen
- 1912 – Broder och syster